# Josette Baujot
Josette Baujot, née Josette Marie Louise Nondonfaz le 17 août 1920 à Spa (province de Liège) et morte le 13 août 2009 à Auch (Gers), est une portraitiste et coloriste belge. Elle est plus communément associée à son compatriote Hergé et à sa série Les Aventures de Tintin.

## Biographie
Josette Marie Louise Nondonfaz naît le 17 août 1920 à Spa,. Elle y étudie le dessin et le portrait à l'Académie des beaux-arts de Liège,. Elle est formée par un ancien Prix de Rome. Elle épouse Joseph Baujot en 1944, avec qui elle s'installe en Argentine. Le couple y achète un vignoble et a un fils prénommé Michel. Sa vie change brusquement lorsque son époux est abattu alors qu'il chassait en 1953. Il a été rapporté qu'il avait été abattu par des membres de la résistance française ou belge qui l'avaient retrouvé ; cependant Joseph a vécu assez longtemps pour informer la police qu'il avait été accidentellement abattu par son ami. Josette Baujot rentre à Bruxelles après sa mort. Elle trouve finalement du travail aux Studios Hergé. C'est à Bruxelles qu'elle rencontre le jeune dessinateur Joseph Loeckx, alias Jo-El Azara, futur créateur du personnage de Taka Takata. Il restera son compagnon de toujours.

### Carrière
À l'origine, Hergé dessinait les dessins de Tintin entièrement en noir et blanc. Face à la popularité croissante des dessins, il engagea des coloristes pour les coloriser. Baujot est embauchée le 2 novembre 1953, le registre du personnel des Studios Hergé indique comme intitulé de la fonction : peintre. Elle devient finalement la coloriste principale d'Hergé, aux côtés d'Edgar P. Jacobs. Elle arrive alors que le travail sur Objectif Lune est en cours d'achèvement. Hergé est finalement très satisfait du résultat de sa colorisation. Baujot développe un style de colorisation particulier, basé sur le mélange des nuances, contrairement à l'usage habituel de couleurs franches et contrastées. Elle perfectionne sa technique au fil des prochains projets de Tintin, le suivant étant Les Cigares du Pharaon (1955). En sus des Aventures de Tintin, elle travaille sur les autres séries du créateur ainsi que sur certains albums de Jacques Martin (Alix), d’Edgar Pierre Jacobs (Blake et Mortimer) et de Bob de Moor. Dotée d'un franc-parler, elle sait se faire apprécier pour ce trait de caractère. Elle est surnommée affectueusement « La révérende mère du très Saint Coloriage » par le maître de la ligne claire.
Malgré leurs divergences et leurs fréquentes disputes sur leurs idées et leurs projets, Hergé admire et respecte Baujot, et ils resteront proches amis. Dans son œuvre inachevée et ultime, Tintin et l'Alph-Art, Hergé dessine un nouveau personnage, Josette Laijot, comptable de la galerie Fourcart, inspiré de Baujot,. Hergé, malade, n'a plus de travail à lui offrir, elle met un terme à sa carrière à son côté après 26 ans, en 1979. Elle a ainsi réalisé la mise en couleur d'une dizaine d'albums — où elle a bénéficié de toute la confiance d'Hergé —, ainsi que quelques cartes de vœux entièrement de sa main. Elle part s'installer dans le Gers où elle invitera Azara à le rejoindre. Ensemble, ils vont vivre pendant trente ans au lieu-dit Paradis dans le hameau d'Artiguedieu.

### Influence
Son style est admiré par de nombreux artistes, dont Walt Disney. Steven Spielberg et Peter Jackson auraient demandé à leur équipe de tournage du film Les Aventures de Tintin : Le Secret de La Licorne (2011) de s'inspirer au plus près de sa palette.

### Scénariste de bande dessinée
En 1989, elle est coscénariste avec Claude Carton de l'album Histoire mondiale du transport et de la logistique publié par EMC. Elle écrit aussi en collaboration avec Azara Heureux qui comme Loiral & Mac Keuf a fait un beau voyage, sur un synopsis de Patricia Poulain, publié par Arpe, en 1991 et réédité en 1993. Elle contribue aux textes de l'album de communication L’H€ure de l’€uro !, publié aux éditions Azeko en 1999.

### Mort
Elle meurt le 13 août 2009 à Auch, à l'âge de 88 ans,,,.

### Hommages
Le 15 août 2009, Azara lui rend hommage : « Je perds une grande amie et la BD a perdu une grande dame. ». En commentaire de l'article de Didier Pasamonik sur ActuaBD annonçant la disparition de Josette Baujot, Alain De Kuyssche ancien rédacteur en chef de Spirou lui rend aussi hommage : « […]. On ne le dit pas assez : Mme Baujot, comme nous l’appelions, est un peu la "mère" de tous les coloristes BD. Lorsqu’elle rejoint le Studio Hergé (début années 1950), elle a établi une charte graphique, dont profitèrent Edgar Pierre Jacobs et Jacques Martin. C’est très sensible dans les versions coloriées des premiers Tintin en noir et blanc. Il suffit de voir à quoi ressemblaient les couleurs dans les journaux et albums BD de l’époque pour apprécier l’apport énorme de Josette Baujot. Elle n’a jamais signé les albums auxquels elle a participé (c’était en d’autres temps) ; les coloristes sont aujourd’hui clairement mentionnés dans les BD, et c’est tant mieux. C’est bien en cela que Mme Baujot est la "mère" des coloristes actuels. […]. ». Henri Filippini lui rend hommage dans dBD et Louis Cance le fait quant à lui dans Hop !.

### Expositions
La mairie de Seissan présente l'exposition des couleurs d'Hergé aux couleurs du Paradis consacrée à Josette Baujot en 2010,,,. L'affiche de l'exposition est un portrait d'Azara à moins de 20 ans. Dix ans après sa disparition, Azara tient à remonter cette même exposition mettant en valeur la véritable passion de portraitiste de Josette Baujot. Elle réunit une trentaine de tableaux, de dessins, une exposition de caractère intime puisqu’il s’agit de ses amis et parents dont ceux de son fils à tous les âges de la vie et de son autoportrait,. Pour ses portraits, Baujot utilise le crayon, l'huile ou l'aquarelle.

## Publications
- 1. Histoire mondiale du transport et de la logistique - Des origines à la révolution française, EMC, Paris, 1989
Scénario : Josette Baudot, Claude Carton - Dessin et couleurs : Jo-El Azara
- Heureux qui comme Mac Keuf… a fait un beau voyage, ARPE Midi-Pyrénées, 2e trimestre 1993
Scénario : Jo-El Azara, Josette Baujot - Dessin et couleurs : Jo-El Azara,d'après un synopsis de Patricia Poulain. Album publicitaire. Réédité au format album la même année sous le titre Heureux qui comme Loiral et Mac Keuf a fait un beau voyage (ISBN 2-9507486-4-3).
- L'H€ure de l'€uro, Azeko, Artiguedieu, 1999
Scénario, dessin et couleurs : Jo-El Azara -  (ISBN 2-910418-10-3)avec la contribution de Josette Baujot pour les textes, non créditée.